# کونستانین شاروواروف
کونستانین شاروواروف (بلاروسی: Канстанцін Рыгоравіч Шаравараў؛ زادهٔ ۱۵ اوت ۱۹۶۴) بازیکن هندبال بلاروس‌تبار اهل شوروی بود.